# Mayo-Perde
Mayo-Perde est un village de la commune de Galim-Tignère situé dans la région de l'Adamaoua et le département du Faro-et-Déo, à proximité de la frontière avec le Nigeria.

## Population
En 1971, Mayo-Perde comptait 499 habitants, principalement Bororos et Foulbe.
Lors du recensement de 2005, le village était habité par 684 personnes, 334 de sexe masculin et 350 de sexe féminin.